# The Greatest Hits of Donna Summer
The Greatest Hits of Donna Summer es uno de los primeros álbumes recopilatorios de la cantante Donna Summer, lanzado bajo el sello GTO en el Reino Unido. Alcanzó el #4 en el UK Albums Chart y fue certificado oro por la BPI.

## Lista de canciones

### Lado A
| N.º | Título                          | Escritor(es)                                 | Duración |  |
| 1.  | «I Feel Love»                   | Donna Summer, Giorgio Moroder, Pete Bellotte |          |  |
| 2.  | «Could It Be Magic»             | Barry Manilow, Adrienne Anderson             |          |  |
| 3.  | «Winter Melody»                 | Summer, Moroder, Bellotte                    |          |  |
| 4.  | «Wasted»                        | Moroder, Bellotte                            |          |  |
| 5.  | «Try Me, I Know We Can Make It» | Summer, Moroder, Bellotte                    |          |  |

### Lado B
| N.º | Título                  | Escritor(es)              | Duración |  |
| 6.  | «I Remember Yesterday»  | Summer, Moroder, Bellotte |          |  |
| 7.  | «Spring Affair»         | Summer, Moroder, Bellotte |          |  |
| 8.  | «Love's Unkind»         | Summer, Moroder, Bellotte |          |  |
| 9.  | «Love to Love You Baby» | Summer, Moroder, Bellotte |          |  |

## Personal
- Producido por Giorgio Moroder y Pete Bellotte
- Diseño: Michael Ross
- Fotografía: Victor Skrebneski

## Posicionamiento
| Lista/País (1977/1978) | Posición más alta | Período    |
| ---------------------- | ----------------- | ---------- |
| UK Albums Chart        | 4                 | 18 semanas |

### Certificaciones
| País        | Asociación | Certificación | Fecha                   |
| ----------- | ---------- | ------------- | ----------------------- |
| Reino Unido | BPI        | Plata         | 25 de noviembre de 1977 |
| Reino Unido | BPI        | Oro           | 6 de diciembre de 1977  |